# لئو بوکاردی

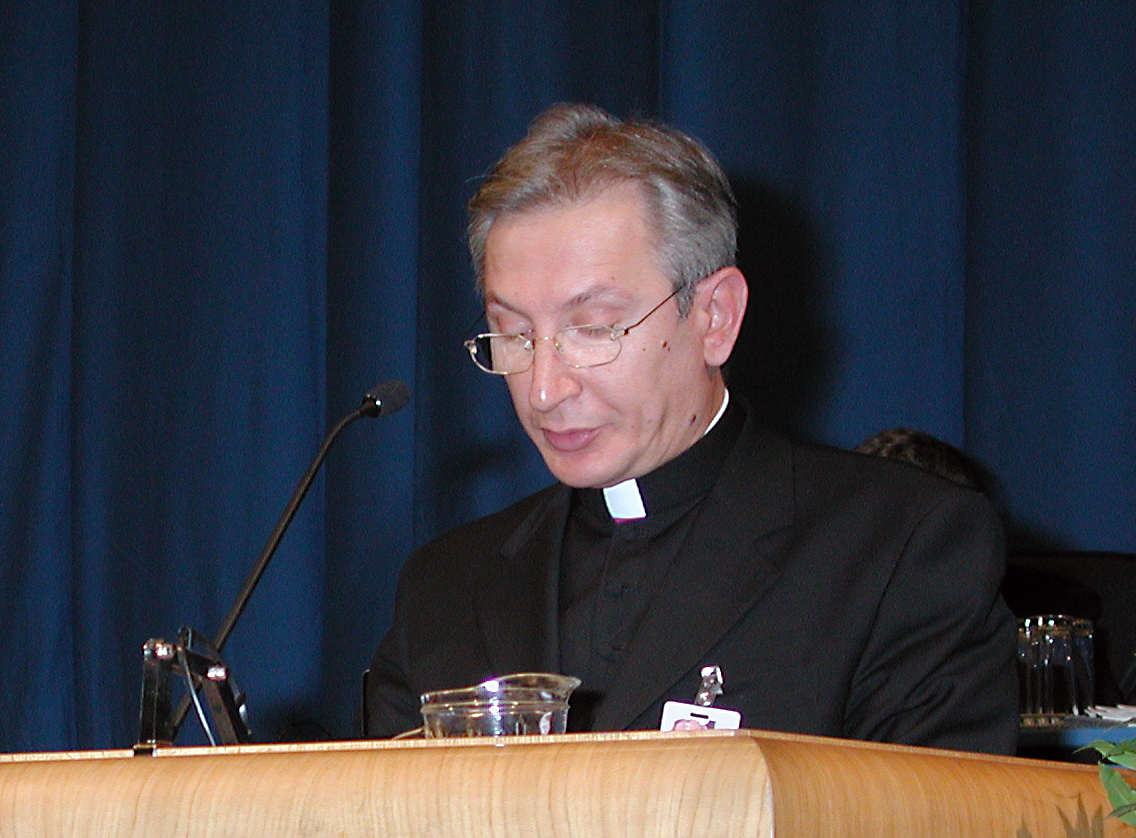
لئو بوکاردی

لئو بوکاردی (به ایتالیایی: Leo Boccardi) (متولد ۱۹۵۳) سراسقف و دیپلمات ایتالیایی است. او دانش آموختهٔ رشتهٔ الهیات با گرایش فلسفهٔ حقوق در دانشگاه پاپی لتران است. بوکاردی تا سال ۲۰۰۷ سر اسقف بیته توم در ایتالیا بود. او سپس از سال ۲۰۰۷ به عنوان سفیر واتیکان در سودان و اریتره منصوب شد. پس از پایان مأموریت دیپلماتیک او در قارهٔ سیاه از سال ۲۰۱۳ مأموریت دیپلماتیک او به عنوان سفیر واتیکان در تهران آغاز شد.